# Guts (album)
Guts (thường viết cách điệu in hoa) là album phòng thu thứ hai của ca sĩ kiêm sáng tác nhạc người Mỹ Olivia Rodrigo, phát hành ngày 8 tháng 9 năm 2023 bởi Geffen Records. Rodrigo tiếp tục hợp tác chặt chẽ với Dan Nigro cho album, người cũng chịu trách nhiệm sản xuất và chơi nhiều nhạc cụ trong album đầu tay của cô Sour (2021). Được lấy cảm hứng từ những sự kiện xảy ra sau thành công về mặt chuyên môn lẫn thương mại của đĩa nhạc trước, nữ ca sĩ tạo nên Guts với hy vọng phản ánh quá trình trưởng thành đã trải qua của cô vào cuối những năm tháng thiếu niên. Đây là một bản thu âm nhạc pop và rock với sự kết hợp đa dạng giữa những bản nhạc sôi động lẫn ballad nhẹ nhàng, trong đó sử dụng nhiều âm thanh guitar và trống dựa theo phong cách âm nhạc alternative và pop rock. Nội dung ca từ của album chủ yếu đề cập đến quá trình đối mặt với sự trưởng thành, tìm ra bản sắc cá nhân, sự vỡ mộng trong tình yêu và nghề nghiệp, sự nổi tiếng bất ngờ và kỳ vọng của xã hội đối với phụ nữ trẻ.
Sau khi phát hành, Guts nhận được những phản ứng tích cực từ các nhà phê bình âm nhạc, trong đó họ đánh giá cao lời bài hát dí dỏm và mang tính thời sự cao, cũng như tính thẩm mỹ và năng lượng trong phần thể hiện của Rodrigo. Ngoài ra, đĩa nhạc còn lọt vào danh sách những album xuất sắc nhất năm 2023 của nhiều tổ chức âm nhạc, bao gồm Billboard, Pitchfork và Rolling Stone, cũng như nhận được sáu đề cử giải Grammy tại lễ trao giải thường niên lần thứ 66, bao gồm Album của năm và Album giọng pop xuất sắc nhất. Album cũng gặt hái những thành công vượt trội về mặt thương mại khi đứng đầu các bảng xếp hạng tại hơn 15 quốc gia, như Úc, Canada, Hà Lan, Đức, New Zealand, Tây Ban Nha và Vương quốc Anh, đồng thời lọt vào top 10 ở hầu hết những quốc gia còn lại, bao gồm những thị trường lớn như Áo, Pháp, Ý và Thụy Sĩ. Guts ra mắt ở vị trí số một trên bảng xếp hạng Billboard 200 tại Hoa Kỳ với 302,000 đơn vị album tương đương, trở thành album quán quân thứ hai của nữ ca sĩ tại đây.
Bốn đĩa đơn đã được phát hành từ Guts, và tất cả 12 bản nhạc từ album đều vươn đến top 40 trên bảng xếp hạng Billboard Hot 100. "Vampire" được chọn làm đĩa đơn mở đường và đứng đầu các bảng xếp hạng tại Úc, Canada, Ireland, New Zealand, Vương quốc Anh và Hoa Kỳ, cũng như được đề cử ba giải Grammy ở hạng mục Thu âm của năm, Bài hát của năm và Trình diễn đơn ca pop xuất sắc nhất. Hai đĩa đơn còn lại "Bad Idea Right?" và "Get Him Back!" cũng gặt hái nhiều thành công trên toàn cầu, lọt vào top 10 tại nhiều thị trường nổi bật. Để quảng bá album, Rodrigo trình diễn trên nhiều chương trình truyền hình và lễ trao giải lớn, như Jimmy Kimmel Live!, Saturday Night Live, Today, The Late Show with Stephen Colbert, giải Video âm nhạc của MTV năm 2023 và giải Grammy lần thứ 66, cũng như thực hiện chuyến lưu diễn Guts World Tour (2024-25). Một phiên bản cao cấp của Guts mang tên Spilled, được phát hành vào ngày 22 tháng 3 năm 2024, cùng với đĩa đơn chính "Obsessed".

## Danh sách bài hát
Tất cả các bản nhạc đều do Dan Nigro sản xuất, ngoại trừ một số ghi chú.
| Guts – Phiên bản tiêu chuẩn | Guts – Phiên bản tiêu chuẩn     | Guts – Phiên bản tiêu chuẩn  | Guts – Phiên bản tiêu chuẩn                | Guts – Phiên bản tiêu chuẩn |
| STT                         | Nhan đề                         | Sáng tác                     | Sản xuất                                   | Thời lượng                  |
| --------------------------- | ------------------------------- | ---------------------------- | ------------------------------------------ | --------------------------- |
| 1.                          | "All-American Bitch"            | Olivia Rodrigo Daniel Nigro  |                                            | 2:45                        |
| 2.                          | "Bad Idea Right?"               | Rodrigo Nigro                |                                            | 3:04                        |
| 3.                          | "Vampire"                       | Rodrigo Nigro                |                                            | 3:39                        |
| 4.                          | "Lacy"                          | Rodrigo Nigro                |                                            | 2:57                        |
| 5.                          | "Ballad of a Homeschooled Girl" | Rodrigo Nigro                |                                            | 3:23                        |
| 6.                          | "Making the Bed"                | Rodrigo Nigro                |                                            | 3:18                        |
| 7.                          | "Logical"                       | Rodrigo Nigro Julia Michaels | Nigro Ryan Linvill [a]                     | 3:51                        |
| 8.                          | "Get Him Back!"                 | Rodrigo Nigro                | Nigro Alexander 23 [b] Ian Kirkpatrick [b] | 3:31                        |
| 9.                          | "Love Is Embarrassing"          | Rodrigo Nigro                |                                            | 2:34                        |
| 10.                         | "The Grudge"                    | Rodrigo Nigro                | Nigro Linvill [a]                          | 3:09                        |
| 11.                         | "Pretty Isn't Pretty"           | Rodrigo Nigro Amy Allen      |                                            | 3:19                        |
| 12.                         | "Teenage Dream"                 | Rodrigo Nigro                |                                            | 3:42                        |
| Tổng thời lượng:            | Tổng thời lượng:                | Tổng thời lượng:             | Tổng thời lượng:                           | 39:12                       |

| Guts (Spilled) – Phiên bản cao cấp | Guts (Spilled) – Phiên bản cao cấp | Guts (Spilled) – Phiên bản cao cấp | Guts (Spilled) – Phiên bản cao cấp |
| STT                                | Nhan đề                            | Sáng tác                           | Thời lượng                         |
| ---------------------------------- | ---------------------------------- | ---------------------------------- | ---------------------------------- |
| 13.                                | "Obsessed"                         | Rodrigo Annie Clark Nigro          | 2:50                               |
| 14.                                | "Girl I've Always Been"            | Rodrigo                            | 2:01                               |
| 15.                                | "Scared of My Guitar"              | Rodrigo Nigro Allen                | 4:23                               |
| 16.                                | "Stranger"                         | Rodrigo                            | 3:12                               |
| 17.                                | "So American"                      | Rodrigo Nigro                      | 2:49                               |
| Tổng thời lượng:                   | Tổng thời lượng:                   | Tổng thời lượng:                   | 54:27                              |

| Guts (Spilled) – Phiên bản cao cấp trên Apple Music | Guts (Spilled) – Phiên bản cao cấp trên Apple Music | Guts (Spilled) – Phiên bản cao cấp trên Apple Music | Guts (Spilled) – Phiên bản cao cấp trên Apple Music |
| STT                                                 | Nhan đề                                             | Đạo diễn                                            | Thời lượng                                          |
| --------------------------------------------------- | --------------------------------------------------- | --------------------------------------------------- | --------------------------------------------------- |
| 18.                                                 | "Vampire" (video ca nhạc)                           | Petra Collins                                       | 4:04                                                |
| 19.                                                 | "Bad Idea Right?" (video ca nhạc)                   | Collins                                             | 3:11                                                |
| 20.                                                 | "Get Him Back!" (video ca nhạc)                     | Jack Begert                                         | 3:29                                                |
| Tổng thời lượng:                                    | Tổng thời lượng:                                    | Tổng thời lượng:                                    | 65:11                                               |

Ghi chú
- ^[a]  nghĩa là sản xuất bổ sung
- ^[b]  nghĩa là đồng sản xuất
- Tất cả các bản nhạc được viết theo kiểu in thường
- Những phiên bản vật lý của bản tiêu chuẩn bao gồm "Obsessed", "Scared of My Guitar", "Stranger" hoặc "Girl I've Always Been" dưới dạng bài hát kèm theo.[2] Bốn bài hát trên cũng xuất hiện trong phiên bản đĩa than giới hạn của Record Store Day.[3]

## Xếp hạng
| Bảng xếp hạng (2023–2024)                        | Vị trí cao nhất |
| ------------------------------------------------ | --------------- |
| Album Argentina (CAPIF)                          | 1               |
| Album Úc (ARIA)                                  | 1               |
| Album Áo (Ö3 Austria)                            | 2               |
| Album Bỉ (Ultratop Vlaanderen)                   | 1               |
| Album Bỉ (Ultratop Wallonie)                     | 4               |
| Album Canada (Billboard)                         | 1               |
| Album Croatia Quốc tế (HDU)                      | 3               |
| Album Cộng hòa Séc (ČNS IFPI)                    | 2               |
| Album Đan Mạch (Hitlisten)                       | 3               |
| Album Hà Lan (Album Top 100)                     | 1               |
| Album Phần Lan (Suomen virallinen lista)         | 3               |
| Album Pháp (SNEP)                                | 5               |
| Album Đức (Offizielle Top 100)                   | 1               |
| Album Hy Lạp (IFPI)                              | 9               |
| Album Hungaria (MAHASZ)                          | 6               |
| Album Iceland (Tónlistinn)                       | 2               |
| Album Ireland (OCC)                              | 1               |
| Album Ý (FIMI)                                   | 3               |
| Album Nhật Bản (Oricon)                          | 29              |
| Album Nhật Bản (Billboard Japan)                 | 31              |
| Album Lithuania (AGATA)                          | 2               |
| Album New Zealand (RMNZ)                         | 1               |
| Album Na Uy (VG-lista)                           | 1               |
| Album Ba Lan (ZPAV)                              | 2               |
| Album Bồ Đào Nha (AFP)                           | 1               |
| Album Scotland (OCC)                             | 1               |
| Album Slovakia (ČNS IFPI)                        | 3               |
| Album Tây Ban Nha (PROMUSICAE)                   | 1               |
| Album Thụy Điển (Sverigetopplistan)              | 1               |
| Album Thụy Sĩ (Schweizer Hitparade)              | 2               |
| Album Anh Quốc (OCC)                             | 1               |
| Album Hoa Kỳ Billboard 200                       | 1               |
| Hoa Kỳ Top Rock & Alternative Albums (Billboard) | 1               |

| Bảng xếp hạng (2023)            | Vị trí cao nhất |
| ------------------------------- | --------------- |
| Đĩa đơn Vật lý Anh quốc (OCC)   | 2               |
| Doanh số Đĩa đơn Anh quốc (OCC) | 3               |
| Album Hoa Kỳ Billboard 200      | 200             |

| Bảng xếp hạng (2024)       | Vị trí cao nhất |
| -------------------------- | --------------- |
| Album Iceland (Tónlistinn) | 36              |
| Album New Zealand (RMNZ)   | 3               |
| Album Na Uy (VG-lista)     | 10              |

| Bảng xếp hạng (2023)                             | Vị trí |
| ------------------------------------------------ | ------ |
| Album Úc (ARIA)                                  | 18     |
| Album Áo (Ö3 Austria)                            | 39     |
| Album Bỉ (Ultratop Flanders)                     | 26     |
| Album Bỉ (Ultratop Wallonia)                     | 104    |
| Album Hà Lan (Album Top 100)                     | 24     |
| Album Pháp (SNEP)                                | 144    |
| Album Đức (Offizielle Top 100)                   | 57     |
| Album Hungaria (MAHASZ)                          | 42     |
| Album Iceland (Tónlistinn)                       | 83     |
| Album New Zealand (RMNZ)                         | 22     |
| Album Ba Lan (ZPAV)                              | 78     |
| Album Bồ Đào Nha (AFP)                           | 12     |
| Album Tây Ban Nha (PROMUSICAE)                   | 27     |
| Album Thụy Sĩ (Schweizer Hitparade)              | 74     |
| Album Anh Quốc (OCC)                             | 15     |
| Hoa Kỳ Billboard 200                             | 52     |
| Hoa Kỳ Top Rock & Alternative Albums (Billboard) | 11     |
| Bảng xếp hạng (2024)                             | Vị trí |
| Album Úc (ARIA)                                  | 9      |
| Album Áo (Ö3 Austria)                            | 15     |
| Album Bỉ (Ultratop Flanders)                     | 6      |
| Album Bỉ (Ultratop Wallonia)                     | 63     |
| Album Canada (Billboard)                         | 15     |
| Album Đan Mạch (Hitlisten)                       | 67     |
| Album Hà Lan (Album Top 100)                     | 10     |
| Album Pháp (SNEP)                                | 95     |
| Album Đức (Offizielle Top 100)                   | 44     |
| Album Hungaria (MAHASZ)                          | 58     |
| Album Iceland (Tónlistinn)                       | 81     |
| Album New Zealand (RMNZ)                         | 10     |
| Album Ba Lan (ZPAV)                              | 62     |
| Album Bồ Đào Nha (AFP)                           | 14     |
| Album Tây Ban Nha (PROMUSICAE)                   | 26     |
| Album Thụy Điển (Sverigetopplistan)              | 88     |
| Album Thụy Sĩ (Schweizer Hitparade)              | 66     |
| Album Anh Quốc (OCC)                             | 10     |
| Hoa Kỳ Billboard 200                             | 12     |
| Hoa Kỳ Top Rock & Alternative Albums (Billboard) | 4      |

## Chứng nhận
| Quốc gia                                                    | Chứng nhận  | Số đơn vị/doanh số chứng nhận |
| ----------------------------------------------------------- | ----------- | ----------------------------- |
| Úc (ARIA)                                                   | Vàng        | 35.000‡                       |
| Brasil (Pro-Música Brasil)                                  | Bạch kim    | 40.000‡                       |
| Brasil (Pro-Música Brasil) bản Spilled                      | Bạch kim    | 40.000‡                       |
| Canada (Music Canada)                                       | Bạch kim    | 80.000‡                       |
| Đan Mạch (IFPI Đan Mạch)                                    | Vàng        | 10.000‡                       |
| Pháp (SNEP)                                                 | Vàng        | 50.000‡                       |
| Ý (FIMI)                                                    | Vàng        | 25.000‡                       |
| México (AMPROFON)                                           | Vàng        | 70.000‡                       |
| New Zealand (RMNZ)                                          | Bạch kim    | 15.000‡                       |
| New Zealand (RMNZ) bản Spilled                              | 2× Bạch kim | 30.000‡                       |
| Ba Lan (ZPAV)                                               | Bạch kim    | 20.000‡                       |
| Bồ Đào Nha (AFP)                                            | Vàng        | 7.500^                        |
| Tây Ban Nha (PROMUSICAE)                                    | Bạch kim    | 40.000‡                       |
| Anh Quốc (BPI)                                              | Bạch kim    | 300.000‡                      |
| ‡ Chứng nhận dựa theo doanh số tiêu thụ và phát trực tuyến. |             |                               |

## Lịch sử phát hành
| Khu vực        | Ngày             | Định dạng                                    | Phiên bản                    | Hãng đĩa                   | Ct.     |
| -------------- | ---------------- | -------------------------------------------- | ---------------------------- | -------------------------- | ------- |
| Nhiều          | 8 tháng 9, 2023  | Box set cassette CD tải nhạc số streaming LP | Tiêu chuẩn                   | Geffen                     | [ 92 ]  |
| Hoa Kỳ         | 8 tháng 9, 2023  | CD LP                                        | Độc quyền tại Target         | Geffen                     | [ 93 ]  |
| Vương quốc Anh | 8 tháng 9, 2023  | Cassette                                     | Độc quyền tại Vương quốc Anh | Polydor                    | [ 94 ]  |
| Nhật Bản       | 8 tháng 9, 2023  | CD                                           | Nhật Bản Cao cấp             | Interscope Universal Japan | [ 95 ]  |
| Brazil         | 8 tháng 12, 2023 | LP (Đen + Card)                              | Tiêu chuẩn                   | Universal Brasil           | [ 96 ]  |
| Hoa Kỳ         | 11 tháng 1, 2024 | Đĩa hình                                     | Tiêu chuẩn                   | Geffen                     | [ 97 ]  |
| Nhiều          | 22 tháng 3, 2024 | Tải nhạc số streaming                        | Spilled Cao cấp              | Geffen                     | [ 98 ]  |
| Úc             | 18 tháng 7, 2024 | LP                                           | Spilled Cao cấp              | Geffen Interscope          | [ 99 ]  |
| Nhiều          | 19 tháng 7, 2024 | LP                                           | Spilled Cao cấp              | Geffen Interscope          | [ 100 ] |
| Nhật Bản       | 21 tháng 8, 2024 | CD                                           | Spilled Cao cấp              | Interscope Universal Japan | [ 101 ] |